# Route nationale 1 (Tunisie)
Pour les articles homonymes, voir Route nationale 1.
La route nationale 1 ou RN1 est un axe routier de Tunisie qui relie la capitale Tunis au nord à la frontière tuniso-libyenne au sud.

## Description
Il s'agit du premier axe routier, en longueur, en importance et dans l'histoire des routes revêtues en Tunisie. On peut évaluer sa longueur par la distance kilométrique séparant Tunis et Ras Jedir, le poste frontière situé à une vingtaine de kilomètres à l'est de la ville de Ben Gardane : 580 kilomètres.
La route a un parcours majoritairement littoral. Elle s'en éloigne à trois reprises :
- au niveau de la traversée du cap Bon par l'ouest ;
- au niveau du Sahel entre Sousse et Sfax ;
- au sud de Gabès lorsqu'elle traverse la plaine de la Djeffara sur la fin de son parcours en Tunisie.

La RN1 est la route la plus fréquentée car elle relie les principales agglomérations urbaines qui sont aussi les principaux centres économiques du pays : Tunis, Sousse, Sfax et Gabès.
Sa construction a commencé avec le lancement du premier grand programme routier en 1921 qui a vu se constituer un embryon de réseau de routes revêtues (560 kilomètres en 1931).
L'autoroute A1 la dédouble et la désengorge de Tunis à Gabès.

## Villes traversées
- Tunis (traversée de la partie sud de l'agglomération)
- Hammam Lif
- Grombalia
- Bou Argoub
- Bir Bouregba (branche vers Hammamet)
- Bouficha
- Enfida (croisement avec la RN2)
- Sidi Bou Ali
- Akouda
- Hammam Sousse
- Messaadine (branche vers Sousse)
- M'saken
- Borjine
- Kerker
- El Jem
- El Hencha
- Dokhane
- Sakiet Ezzit
- Sfax
- Mahrès
- Skhira
- Akarit
- Métouia
- Bou Chemma
- Chenini Nahal (branche vers Gabès)
- Teboulbou
- Kettana
- Mareth
- Arram
- Metameur
- Médenine (croisement avec la RN19)
- Ben Gardane
- Ras Jedir